# Microviridae
Die Microviridae (von griechisch μικρός – mikrós: klein) sind eine Familie von Viren, die als Bakteriophagen verschiedene Bakterien infizieren, darunter Vertreter der Enterobacteriaceae und intrazelluläre parasitäre Bakterien sowie Spiroplasma. Aufgrund ihres Wirtsspektrums sind die Microviridae ubiquitär in Abwässern, Erde oder Fäkalien präsent. Die erste und am besten charakterisierte Spezies der Familie ist Enterobakteriophage PhiX174 (früher auch als Coliphage φX174 bezeichnet). Die Microviridae sind derzeit (Stand Januar 2021) die einzige Familie im Reich Sangervirae (monotypisch).

## Morphologie
Die Virionen (Viruspartikel) der Microviridae bestehen aus einem einfachen, ikosaedrischen Kapsid (T=1), das aus drei oder vier verschiedenen Kapsidproteinen aufgebaut sind. Die unbehüllten Kapside haben einen Durchmesser von 25 bis 27 Nanometer. Die reifen Virionen gehen aus intrazellulären Kapsidvorläufern (Prokapsiden) hervor, bei denen ein oder zwei Strukturproteine (scaffolding proteins, „Gerüst-Proteine“) durch ein grobes, vorläufiges Gerüst die Bindung der DNA und den Zusammenbau der Kapsomere ermöglichen. Diese Gerüstproteine werden bei der Reifung des Kapsides wieder aus dem Verband gelöst, sobald die Hauptkapsidproteine eine ikosaedrische Anordnung eingenommen haben und das Kapsid geschlossen ist. Die Hauptkomponenten der Kapside bestehen aus einem Spike-Protein und einem Kapsidprotein (F oder Vp1), die sich zu großen fünfstrahligen (Pentamere) Kapsomeren zusammenlagern. Die 5,4 nm (bei Enterobakteriophagen PhiX174) weit nach außen ragenden Spike-Proteine vermitteln die spezifische Anheftung und Aufnahme in die Bakterienzelle.
Die Kapside der Gattungen Bdellomicrovirus und Chlamydiamicrovirus zeigen eine spezifische Dichte von 1,30 bis 1,31 g/cm³ in der Ultrazentrifugation mit Cäsiumchlorid, während die Vertreter der beiden anderen Gattungen alle eine signifikant höhere Dichte von etwa 1,40 g/cm³ aufweisen. Die Virionen sind sehr umweltstabil bei pH-Werten zwischen 6,0 und 9,0 und können mit Detergenzien, 2-Propanol oder Chloroform nicht inaktiviert werden.

## Genom

Genomkarte von PhiX174 (Familie Microviridae)

Die Microviridae besitzen als Genom ein ringförmig geschlossenes (zirkuläres), einzelsträngiges (englisch single stranded) DNA-Molekül mit positiver Polarität. Es umfasst bei der Unterfamilie Bullavirinae zwischen 5.300 und 6.100 Nukleotide, die anderen Gattungen besitzen deutlich kleinere Genome mit 4.400 bis 4.900 Nukleotiden. Die Anordnung der vier größten offenen Leserahmen (ORF) ist innerhalb der Familie gleichförmig; sie sind meist von kurzen, nichtcodierenden Abschnitten voneinander getrennt. Zusätzlich existieren verschiedene ORFs, die mit anderen Leserastern in die großen Leserahmen eingebettet sind. Die Replikation des Genoms verläuft bei den Microviridae über eine doppelsträngige DNA-Zwischenstufe, im Detail ist die Replikation zwischen den Gattungen jedoch sehr unterschiedlich. Bei den Microviridae ist ein Horizontaler Gentransfer beschrieben, der eine größere Variabilität der Genome innerhalb der Virusfamilie hervorgebracht hat und der in wesentlich höherem Umfang als bei doppelsträngigen DNA-Bakteriophagen vorkommt. Das Chromosom des Enterobakteriophagen PhiX174 war das erste DNA-Molekül, das man noch vor dem Simian-Virus 40 (SV40 bzw. MmPV1) und dem Plasmid pBR322 vollständig sequenzierte.

## Biologische Bedeutung
Viren der Unterfamilie Bullavirinae infizieren Enterobakterien, zu denen auch Escherichia coli und Salmonella enterica gehören, Spezies der Gattung Bdellomicrovirus haben Bakterien der Gattung Bdellovibrio als Wirtszellen. Dieses Wirtsspektrum umfasst also bei beiden Gattungen gramnegative, aerobe Bakterien. Die beiden anderen Gattungen infizieren verschiedene Gruppen von intrazellulär sich vermehrende Bakterien: Vertreter der Gattung Clamydiamicrovirus parasitieren in Chlamydien, jene der Gattung Spiromicrovirus in der Bakteriengattung Spiroplasma aus der Klasse der zellwandlosen Mollicutes (Ordnung Entomoplasmatales), die ihrerseits in Kleinsäugern und Insekten parasitieren.

## Systematik
Die Familie Microviridae wird nach International Committee on Taxonomy of Viruses (ICTV) mit Stand Juni 2021 in zwei Unterfamilien unterteilt, wobei sich die Unterfamilie Bullavirinae (hochgestufte frühere Gattung Microvirus) von der anderen Unterfamilie Gokushovirinae in ihren Wirten und ihrer Genomorganisation deutlich unterscheidet. Viren der Unterfamilie Bullavirinae infizieren Enterobakterien, Gokushoviren infizieren dagegen intrazelluläre Parasiten. Der Name Bullavirinae kommt vom lateinischen Wort bulla (Chef, Knopf, Stift), der Name Gokushovirinae leitet sich aus dem Japanischen für ‚sehr klein‘ ab (Kanji: 極小 Hiragana: ごくしょうの gókushō(no) mikroskopisch, winzig, minimal).
Als mögliche dritte Unterfamilie wurde „Alpavirinae“ vorgeschlagen, deren Viren die Ordnung Bacteroidales infizieren. Die Bezeichnung kommt vom Sanskrit-Wort अल्प (álpa) für klein, mini. Dies ist eine Gruppe von Viren, die bisher nur als Prophagen bekannt sind, und weitere Untersuchungen an diesen Viren sind nötig, bevor der Status als Unterfamilie vom ICTV gewährt werden kann.
Als möglich vierte Unterfamilie wurde „Pichovirinae“ vorgeschlagen. Die Mitglieder dieser Gruppe haben eine Genomorganisation, die sich von den anderen in der Familie Microviridae. Der Name leitet sich vom  okzitanischen Wort ‚picho‘ für ‚klein‘ ab.
Ein weiteres Virus (Microphage ΦCA82) wurde aus dem Darm von Truthühnern isoliert und inzwischen in die Nähe von Spiroplasma virus SpV4 verortet.
Die Systematik nach ICTV, ergänzt um die obigen Vorschläge und einige Kandidaten nach NCBI, ist damit wie folgt (Stand März 2024):
Familie Microviridae
- Unterfamilie Bullavirinae (hochgestufte frühere Gattung Microvirus)
  - Gattung Alphatrevirus (veraltet Alpha3microvirus) 
    - Spezies Alphatrevirus alpha3  mit Escherichia-Phage Alpha3 alias Enterobakteriophage Alpha3 oder Coliphage Alpha3
    - Spezies Alphatrevirus ID21 mit Escherichia-Phage ID21
    - Spezies Alphatrevirus ID32 mit Escherichia-Phage ID32
    - Spezies Alphatrevirus ID62 mit Escherichia-Phage ID62
    - Spezies Alphatrevirus NC28 mit Escherichia-Phage NC28
    - Spezies Alphatrevirus NC29 mit Escherichia-Phage NC29
    - Spezies Alphatrevirus NC35 mit Escherichia-Phage NC35
    - Spezies Alphatrevirus phiK mit Escherichia-Phage phiK alias Enterobacteria-Phage phiK oder Enterobacteria-Phage φK[16]
    - Spezies Alphatrevirus St1 mit Escherichia-Phage St-1 alias Enterobacteria-Phage St-1[16]
    - Spezies Alphatrevirus WA45 mit Escherichia-Phage WA45
    - Spezies „Enterobacteria phage NC3“ (Vorschlag, NCBI)
    - Spezies „Enterobacteria phage WA13“ (Vorschlag, NCBI)
    - Spezies „Escherichia phage Lilleven“ (Vorschlag, NCBI)

  - Gattung Gequatrovirus (veraltet G4microvirus)
    - Spezies Gequatrovirus G4 mit Enterobakteriophage G4 alias Enterobacteria-Phage G4 oder Escherichia-Phage G4, sowie Enterobacteria-Phage ID8, ID11, ID12, ID18, ID41, NC2, NC6, NC10, NC13, NC19, WA2, WA3, WA5, WA6, WA14
    - Spezies Gequatrovirus ID52 mit Escherichia-Phage ID52
    - Spezies Gequatrovirus talmos mit Enterobacteria-Phage FL68 [Tallahassee/FL/2012], FL76 [Tallahassee/FL/2012], ID2 [Moscow/ID/2001], ID204 [Moscow/ID]
    - Spezies „Escherichia phage EMCL318“ (Vorschlag, NCBI)

  - Gattung Sinsheimervirus (veraltet Phix174microvirus)
    - Spezies Sinsheimervirus phiX174 (früher Escherichia virus PhiX174) mit Enterobakteriophage PhiX174 alias Coliphage Phi-X174[17] (inkl. Phage MED1,[16][18] …), Protaetiibacter-Phage SSC1, Salmonella-Phage alphaalpha
    - Spezies „Shigella phage SGF3“ (Vorschlag, NCBI)

  - ohne Gattungszuweisung
    - Spezies „Escherichia phage Lilledu“ (Vorschlag, NCBI)
    - Spezies „Escherichia phage Lilleen“ (Vorschlag, NCBI)
    - Spezies „Escherichia phage lillemer“ (Vorschlag, NCBI)
    - Spezies „Escherichia phage Lilleput“ (Vorschlag, NCBI)
    - Spezies „Escherichia phage Lilleto“ (Vorschlag, NCBI)
    - Spezies „Escherichia phage SECphi17“ (Vorschlag, NCBI)
- Unterfamilie Gokushovirinae
  - Gattung Genomkarte von phiMH2K, Gattung Chlamydiamicrovirus  Bdellomicrovirus

Genomkarte von phiMH2K, Gattung Chlamydiamicrovirus

    - Spezies Bdellovibrio virus MAC1 mit Bdellovibrio-Phage MAC1 alias Bdellovibrio phage MAC 1
    - Spezies Bdellomicrovirus MH2K mit Bdellovibrio-Phage phiMH2K

  - Genomkarte des Phagen Chp2, Gattung ChlamydiamicrovirusGattung Chlamydiamicrovirus

Genomkarte des Phagen Chp2, Gattung Chlamydiamicrovirus

    - Spezies Chlamydiamicrovirus Chp1 mit Chlamydia-Phage Chp1 alias Chlamydia phage 1
    - Spezies Chlamydiamicrovirus Chp2 mit Chlamydia-Phage Chp2 alias Chlamydia phage 2
    - Spezies Chlamydiamicrovirus CPAR39 mit Chlamydia-Phage phiCPAR39 alias Chlamydia pneumoniae phage CPAR39
    - Spezies Chlamydiamicrovirus CPG1 mit Chlamydia-Phage CPG1 alias Guinea pig Chlamydia phage, Chlamydiaphage φCPG1[19]
    - Spezies „Chlamydia-Phage 4“ (Vorschlag, NCBI)

  - Gattung Enterogokushovirus
    - Spezies Enterogokushovirus EC6098 mit Escherichia-Phage EC6098

  - Genomkarte des Spiroplasma-Phagen 4 (Spv4), Gattung Spiromicrovirus Gattung Spiromicrovirus

Genomkarte des Spiroplasma-Phagen 4 (Spv4), Gattung Spiromicrovirus

    - Spezies Spiromicrovirus SpV4 mit Spiroplasma-Phage SpV4 alias Spiroplasma phage 4)[20]
    - Spezies „Microphage ΦCA82“ (alias „Microviridae phi-CA82“, „Microvirus CA82“, vorgeschlagen)[13][12]

  - ohne Gattungszuweisung
    - Spezies „Gokushovirinae Bog1183_53“ (Vorschlag, NCBI)
    - Spezies „Gokushovirinae Bog5712_52“ (Vorschlag, NCBI)
    - Spezies „Gokushovirinae Bog8989_22“ (Vorschlag, NCBI)
    - Spezies „Gokushovirinae Fen672_31“ (Vorschlag, NCBI)
    - Spezies „Gokushovirinae Fen7875_21“ (Vorschlag, NCBI)
    - Spezies „Gokushovirinae GAIR4“ (Vorschlag, NCBI)
    - Spezies „Gokushovirinae GNX3R“ (Vorschlag, NCBI)
    - Spezies „Gokushovirus MK-2017“ (Vorschlag, NCBI)
    - Spezies „Gokushovirus NL-1994“ (Vorschlag, NCBI)
    - Spezies „Gokushovirus WZ-2015a“ (Vorschlag, NCBI)
    - Spezies „Human gokushovirus“ (Vorschlag, NCBI)
    - Spezies „Human gut gokushovirus“ (Vorschlag, NCBI)
    - Spezies „Jodiemicrovirus-1“ (Vorschlag, NCBI)
    - Spezies „Kummerowia striata gokushovirus“ (Vorschlag, NCBI)
    - Spezies „Marine gokushovirus“ (Vorschlag, NCBI)
    - Spezies „Trichosanthes kirilowii gokushovirus“ (Vorschlag, NCBI)
    - Spezies „Gokushovirinae sp. SC_3_H2_2017“ (Vorschlag, NCBI)
    - Spezies „Gokushovirinae sp. SC_5_H2H4_2017“ (Vorschlag, NCBI)
- Unterfamilie „Alpavirinae“ (vorgeschlagen)[9][21]
  - Spezies „Prevotella bucalis prophage BMV5“ (Vorschlag/Kandidat)[10]
- Unterfamilie „Pichovirinae“ (vorgeschlagen)[10][21] mit Pavin_279[10]
- Unterfamilie „Stokavirinae“ (vorgeschlagen)[21]
- Unterfamilie „Aravirinae“ (vorgeschlagen)[21]
- ohne Zuordnung zu einer Unterfamilie[22]
  - Spezies „Alces alces faeces associated microvirus MP3 6497“
  - Spezies „Alces alces faeces associated microvirus MP10 5560“
  - Spezies „Alces alces faeces associated microvirus MP11 5517“
  - Spezies „Alces alces faeces associated microvirus MP12 5423“
  - Spezies „Alces alces faeces associated microvirus MP15 5067“
  - Spezies „Alces alces faeces associated microvirus MP18 4940“
  - Spezies „Alces alces faeces associated microvirus MP21 4718“
  - Spezies „Apis mellifera associated microvirus 1“ bis „61“
  - Spezies „Arizlama microvirus“
  - Spezies „Ascunsovirus oldenburgi“
  - Spezies „Bacteriophage N118_L5885_C67.5“
  - Spezies „Bacteriophage N127_L5035_C77.3“
  - Spezies „Bacteriophage N88_L5317_C7.5“
  - Spezies „Capybara microvirus 1“
  - Spezies „Capybara microvirus 3“
  - Spezies „Capybara microvirus Cap1_SP_22“ bis „Cap1_SP_99“ (nicht alle Nummern belegt)
  - Spezies „Capybara microvirus Cap3_SP_188“ bis „Capybara microvirus Cap3_SP_668“ (nicht alle Nummern belegt)

…